# Sinar Wajo
Sinar Wajo is een bestuurslaag in het regentschap Tanjung Jabung Timur van de provincie Jambi, Indonesië. Sinar Wajo telt 2088 inwoners (volkstelling 2010).